# Distretto di Longcheng
Il distretto di Longcheng (龙城区S, Lóngchéng QūP) è un distretto della Cina, situato nella provincia di Liaoning e amministrato dalla prefettura di Chaoyang.